# Erziehungsmaßregel
Erziehungsmaßregeln sind erzieherische Maßnahmen, die das Jugendgerichtsgesetz (JGG) vorsieht, um auf eine Straftat eines Jugendlichen oder Heranwachsenden zu reagieren.

## Arten
Nach § 9 JGG sind Erziehungsmaßregeln
1. die Erteilung von Weisungen,
2. die Anordnung, Hilfe zur Erziehung im Sinne des § 12 in Anspruch zu nehmen.

Erziehungsmaßregeln gelten zwar nicht als strafgerichtliche Verurteilung, werden aber in das Erziehungsregister eingetragen (§ 60 Abs. 1 Nr. 2 BZRG). Erst wenn die Erziehungsmaßregeln nicht ausreichen, kann die Straftat eines Jugendlichen mit Zuchtmitteln oder mit Jugendstrafe geahndet werden (§ 5 Abs. 2 JGG).

### Erteilung von Weisungen
Weisungen sind gem. § 10 Abs. 1 JGG Gebote und Verbote, welche die Lebensführung des Jugendlichen regeln und dadurch seine Erziehung fördern und sichern sollen. Der Jugendrichter kann dem Jugendlichen insbesondere auferlegen,
1. Weisungen zu befolgen, die sich auf den Aufenthaltsort beziehen,
2. bei einer Familie oder in einem Heim zu wohnen,
3. eine Ausbildungs- oder Arbeitsstelle anzunehmen,
4. Arbeitsleistungen zu erbringen,[1]
5. sich der Betreuung und Aufsicht einer bestimmten Person (Betreuungshelfer) zu unterstellen,
6. an einem sozialen Trainingskurs teilzunehmen („Anti-Aggressionstraining“),
7. sich zu bemühen, einen Ausgleich mit dem Verletzten zu erreichen (Täter-Opfer-Ausgleich),
8. den Verkehr mit bestimmten Personen oder den Besuch von Gast- oder Vergnügungsstätten zu unterlassen oder
9. an einem Verkehrsunterricht teilzunehmen.

Als Weisungen zur therapeutischen Behandlung nennt § 10 Abs. 2 JGG
1. die heilerzieherische Behandlung
2. die ambulante Entziehungskur.[2]

Die Weisungen zur therapeutischen Behandlung setzen anders als die Weisungen zur Lebensführung die Zustimmung des Erziehungsberechtigten bzw. gesetzlichen Vertreters sowie bei Jugendlichen, die das sechzehnte Lebensjahr vollendet haben, auch deren eigenes Einverständnis voraus.

### Hilfe zur Erziehung
Der Richter kann dem Jugendlichen nach Anhörung des Jugendamts auch auferlegen, unter den im Achten Buch Sozialgesetzbuch (SGB VIII) genannten Voraussetzungen Hilfe zur Erziehung
1. in Form der Erziehungsbeistandschaft im Sinne des § 30 SGB VIII oder
2. in einer Einrichtung über Tag und Nacht oder in einer sonstigen betreuten Wohnform im Sinne des § 34 SGB VIII in Anspruch zu nehmen.

## Statistik
Im Jahr 2013 wurden 81 737 Jugendliche und Heranwachsende nach Jugendstrafrecht sanktioniert. Erziehungsmaßregeln und Zuchtmittel wurden in 84 % der Fälle ausgesprochen, davon 9 421 Mal Weisungen auferlegt. In rund 40 000 Fällen endete das Verfahren durch Einstellung gem. §§ 45, 47 JGG (Diversion). Für das Jahr 2015 sind die Daten vergleichbar. Im Jahr 2017 wurden 7 500 Erziehungsmaßregeln verhängt.